# Wielka Synagoga w Łodzi
Wielka Synagoga w Łodzi – łódzka synagoga zbudowana z funduszy łódzkich fabrykantów, m.in.: Izraela Poznańskiego, Joachima Silbersteina i Karola Scheiblera przy ulicy Spacerowej 2 (obecnie al. Tadeusza Kościuszki 2).  Była największą i najpiękniejszą synagogą przedwojennej Łodzi.
Projekt wykonał Adolf Wolff ze Stuttgartu, znany projektant i budowniczy obiektów sakralnych, między innymi: Matthäuskirche w Stuttgarcie (1876–1881) i Starej Synagogi w Stuttgarcie (1859–1861).  Będąc architektem niemieckim nie mógł wówczas swobodnie wykonywać swojego zawodu w Polsce, dlatego przedkładane władzom plany sygnował architekt miejski Hilary Majewski. Synagoga była wyraźnie wyższa od otaczających ją budynków, a efekt potęgował cokół pod budynkiem. Ogrodzenie i zieleń wokół synagogi wyodrębniały ją z otoczenia.
Na czele komitetu budowy świątyni (najpierw tymczasowego, a później właściwego) stanął Izrael K. Poznański, a sama budowa rozpoczęła się w maju 1881 roku. Kamień węgielny pod budowlę uroczyście wmurowano 5 czerwca tego samego roku. Budowę ostatecznie ukończono w 1887, a jej całkowity koszt wyniósł 225 tys. rubli. Uroczystego otwarcia dokonał gubernator piotrkowski Aleksandr Komarow.
Świątynia uchodziła za postępową i była określana mianem reformowanej, a w jidysz była nazywana dajcze szil, co miało oznaczać niemiecki rytuał i w ten sposób nawiązywać do Żydów postępowych. Synagoga była przeznaczona dla żydowskiej burżuazji, zasymilowanej z polską kulturą. Wstęp do świątyni umożliwiały tylko specjalne przepustki, wydawane najbogatszym Żydom, przede wszystkim tym, którzy sponsorowali jej budowę. W okresie międzywojennym kazania były w języku polskim, a w narodowe święta polskie odbywały się uroczystości patriotyczne.
Podpaloną przez Niemców z 10 na 11 listopada 1939 budowlę rozebrano w 1940. Po wojnie nie została odbudowana – na jej miejscu znajduje się parking z pamiątkowym kamieniem.

## Architektura
Podobieństwo Wielkiej Synagogi do świątyń chrześcijańskich spowodowało, że do opisu jej wyglądu stosuje się tę samą co w ich przypadku terminologię, zwykle nie pasującą do opisu miejsc kultu judaizmu.
Świątynia była trzynawową, orientowaną,  pseudobazyliką z transeptem od wschodu i ryzalitami od frontu na zachodzie. Od wschodu nawy zakończono apsydami – centralną dużą, półkolistą, natomiast bocznymi mniejszymi i wielokątnymi. Dominantą fasady był ryzalit części środkowej mieszczący podwójny, arkadowy otwór drzwiowy wieńczący szerokie schody. Nad drzwiami widniała inskrypcja w języku hebrajskim Przybytek mój jest domem modlitwy wszystkich nacji.

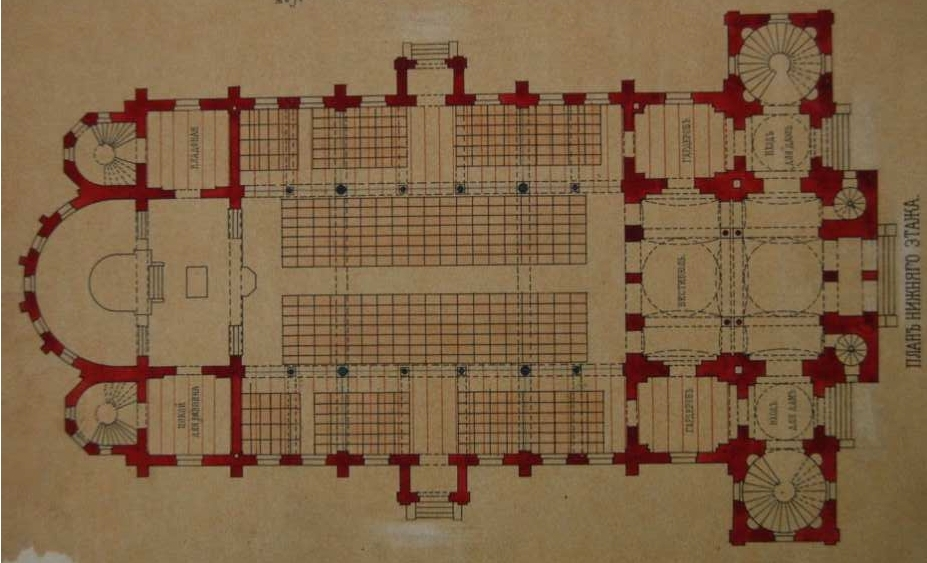
Rzut parteru synagogi
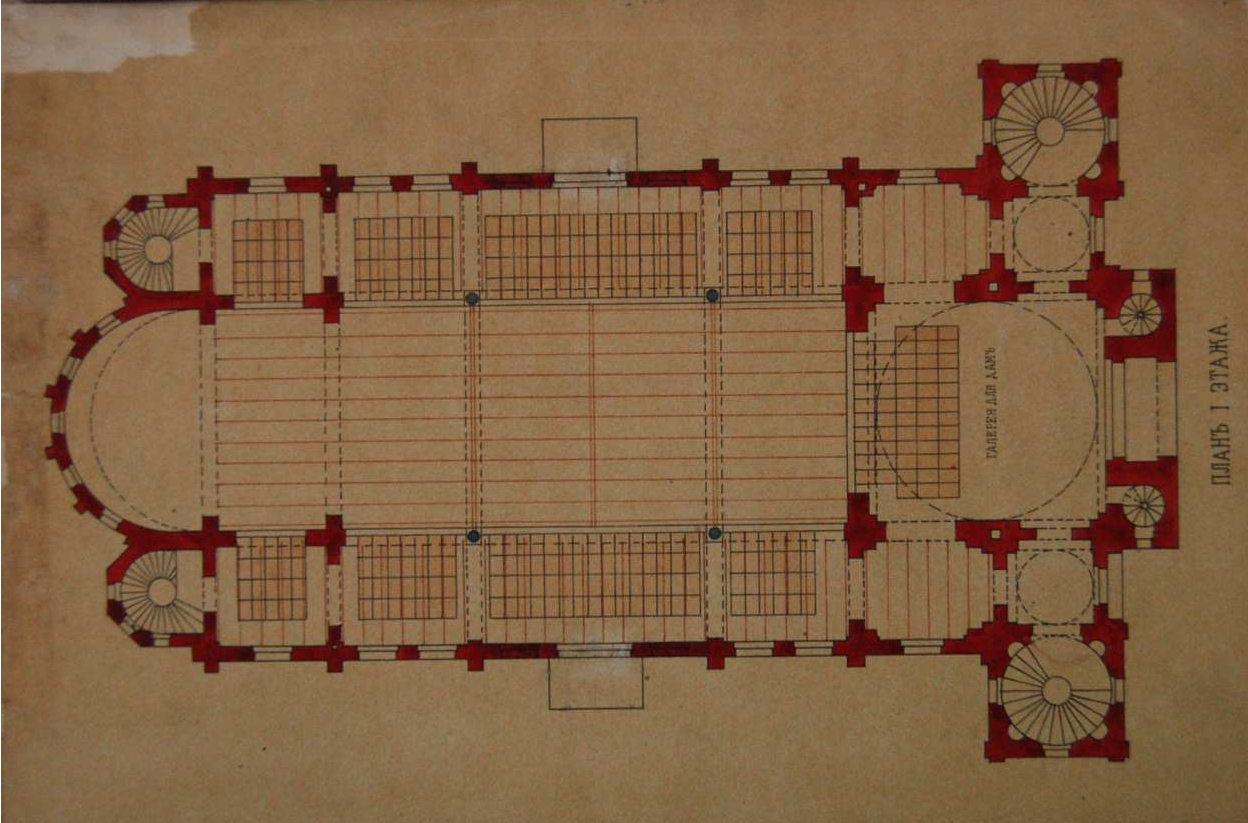
Rzut piętra synagogi

## Galeria

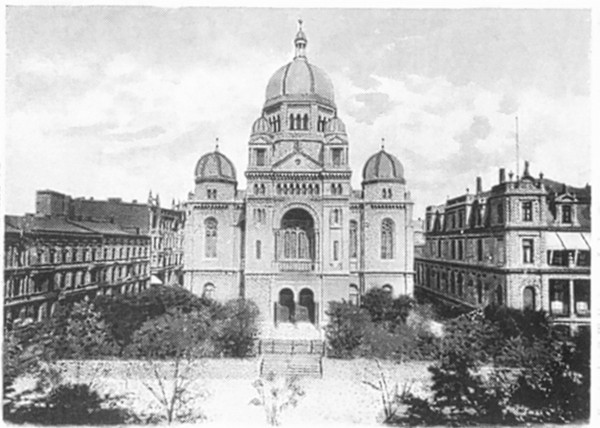
Fasada synagogi
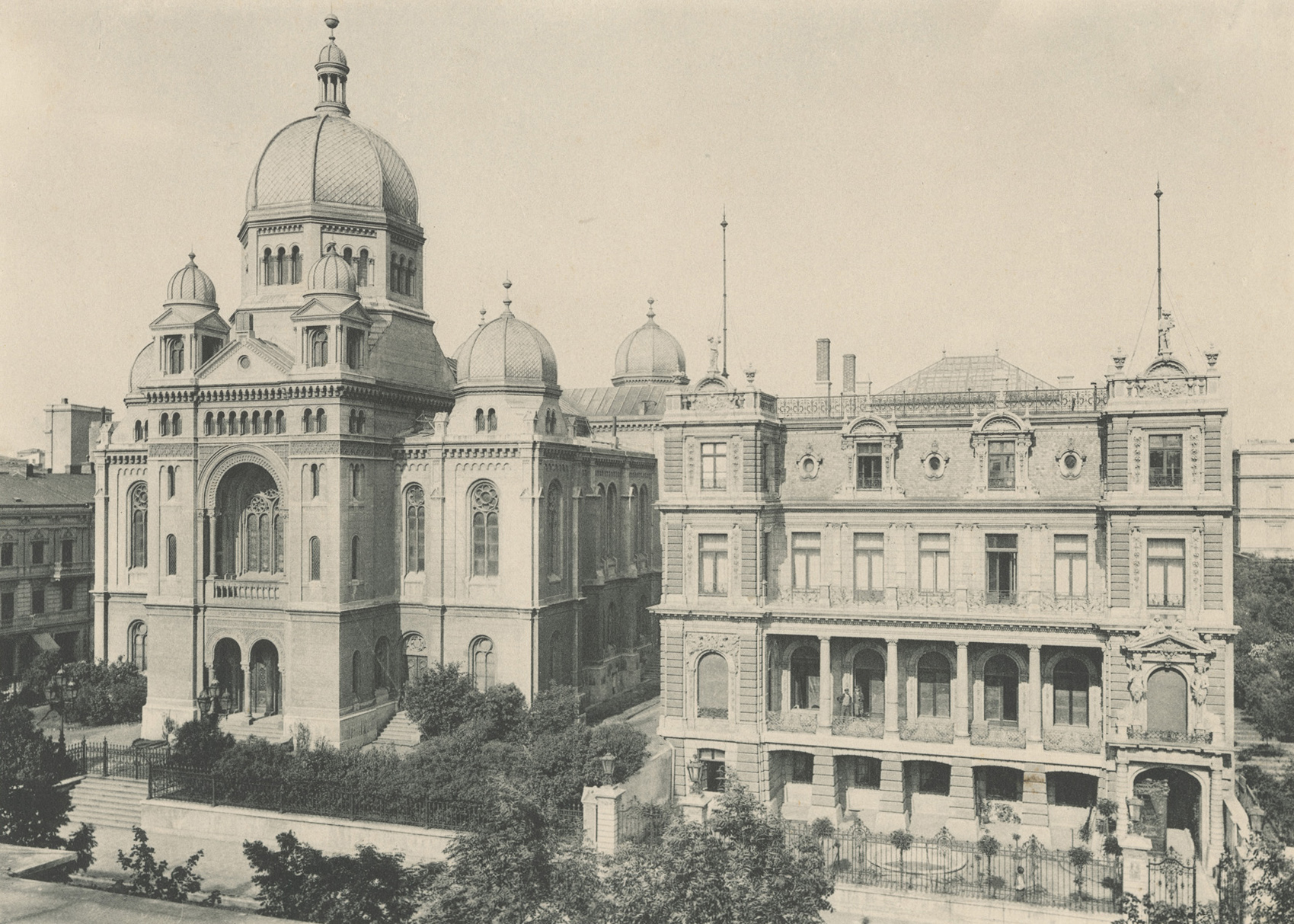
Synagoga i pałac Hertza
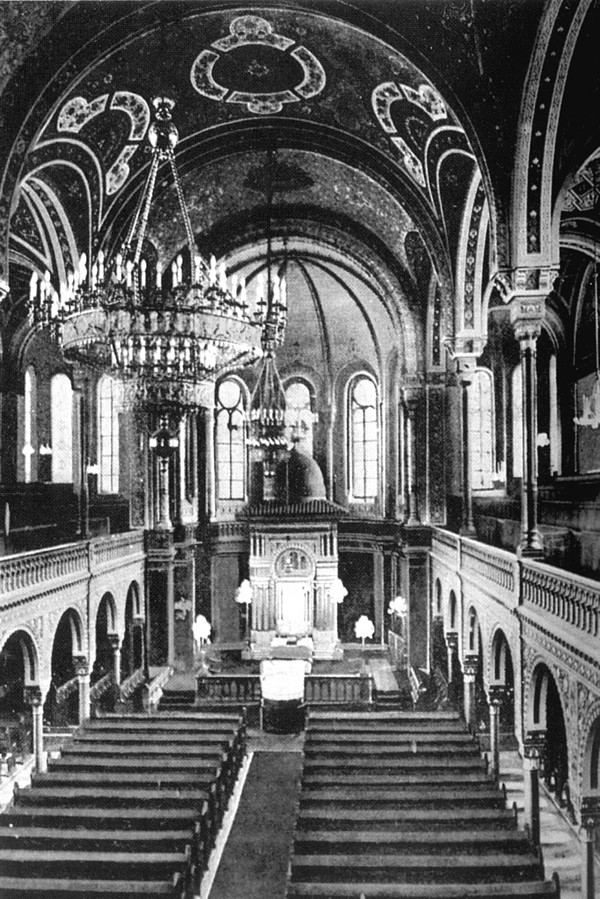
Wnętrze synagogi
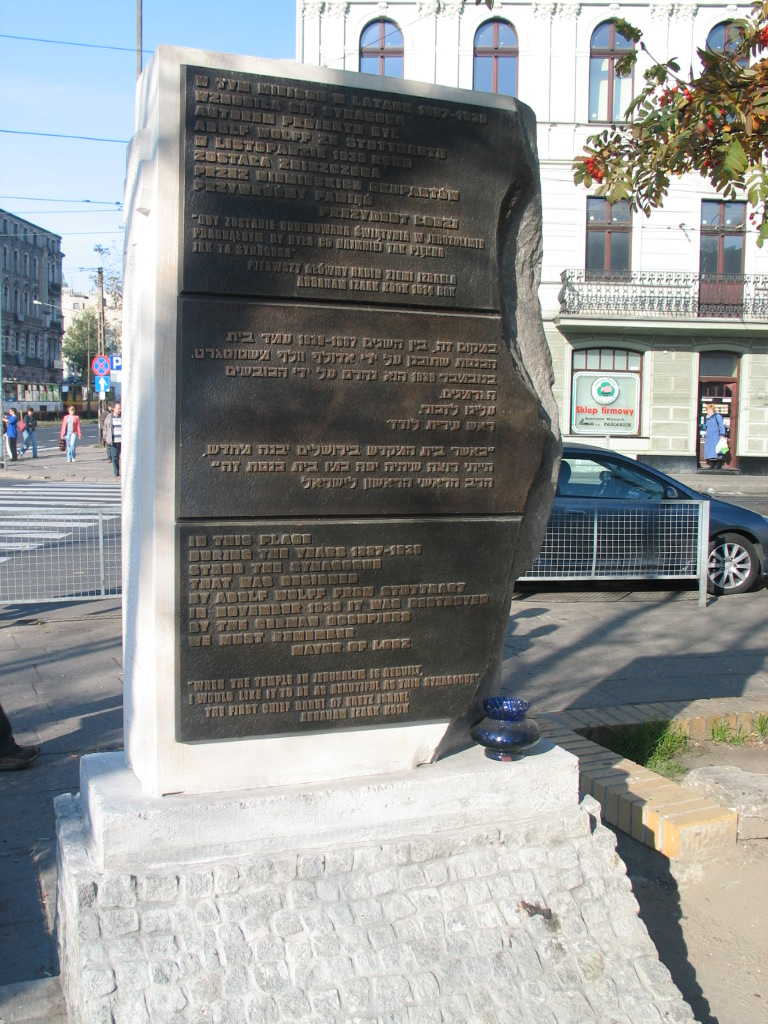
Obelisk upamiętniający synagogę
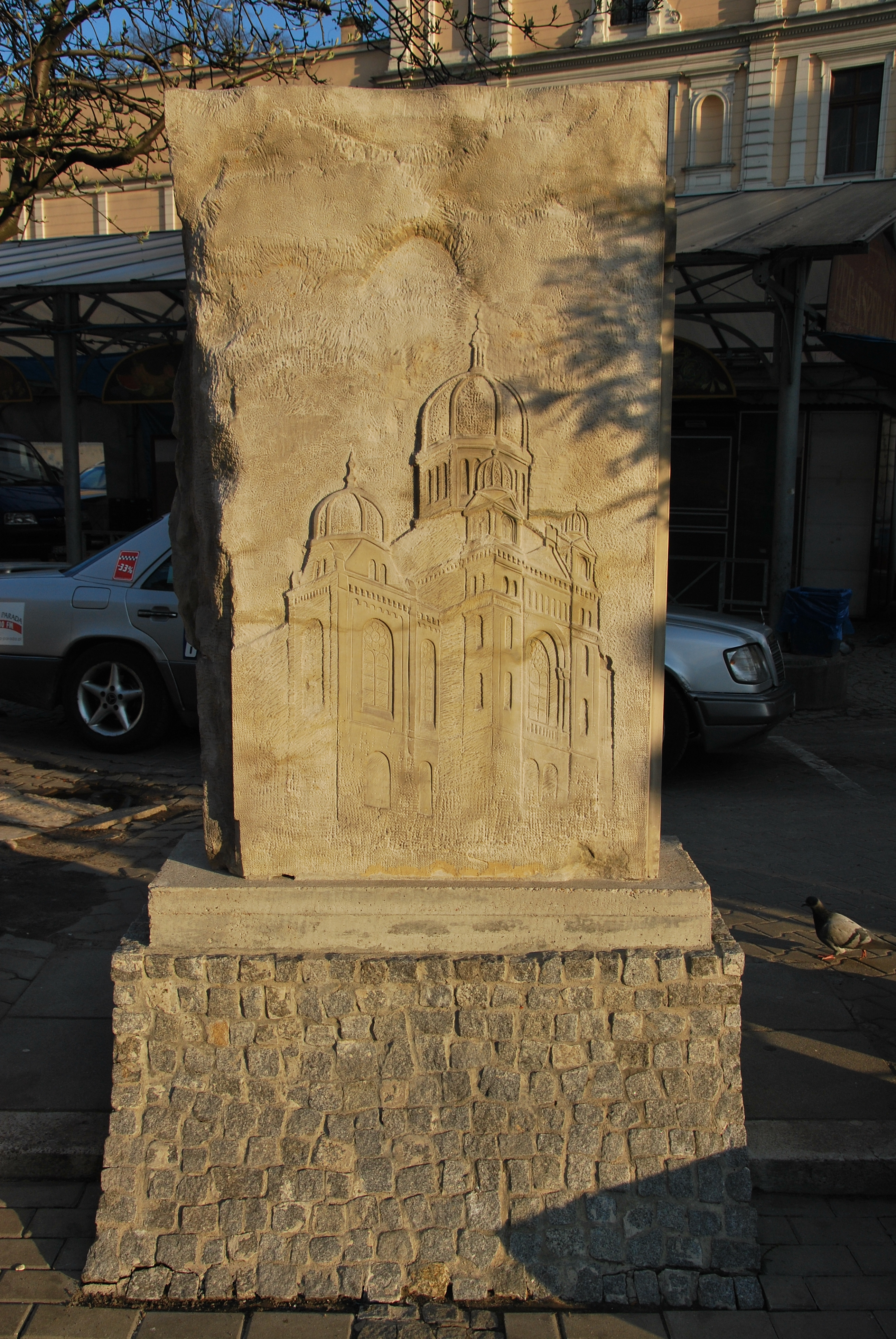
Obelisk z fasadą upamiętniający synagogę